# 2014年頓巴斯地位公投
2014年5月11日，在自稱為頓涅茨克人民共和國和盧甘斯克人民共和國控制下的許多城鎮舉行了關於頓涅茨克州和盧甘斯克州（共同構成頓巴斯地區的烏克蘭部分地區）地位的公投。在2014年烏克蘭革命後親俄騷亂不斷升級的背景下，這些公投試圖使共和國的建立合法化。此外，在頓涅茨克州和盧甘斯克州的一些烏克蘭控制地區舉行了關於加入第聶伯羅彼得羅夫斯克州的反公投。
分離主義公投的結果沒有得到任何政府的正式承認，包括烏克蘭、美國、歐盟國家和俄羅斯的政府。烏克蘭政府稱公投是非法的，德國、美國、法國、英國等多個國家表示公投違憲，缺乏合法性。俄羅斯政府對結果表示“尊重”並敦促“文明”實施，隨後於2022年2月21日宣布承認共和國，成為第一個這樣做的聯合國成員國。
截止2024年3月，还有两个联合国会员国，叙利亚和朝鲜承认了卢甘斯克共和国和顿涅茨克共和国的独立主权国家地位。
1. ↑  . RFI - 法国国际广播电台. 2022-06-30  [2024-03-17]. （原始内容存档于2022-07-17） （中文（简体））.